# NGC 2828
NGC 2828 је спирална галаксија у сазвежђу Рис која се налази на NGC листи објеката дубоког неба.
Деклинација објекта је + 33° 53' 19" а ректасцензија 9h 19m 34,8s. Привидна величина (магнитуда) објекта NGC 2828 износи 14,7 а фотографска магнитуда 15,5. NGC 2828 је још познат и под ознакама CGCG 181-21, NPM1G +34.0154, PGC 26365.